# Cibory (Białoruś)
Cibory (biał. Цыбары, Cybary; ros. Цыборы, Cybory) – wieś na Białorusi, w obwodzie grodzieńskim, w rejonie lidzkim, w sielsowiecie Tarnowszczyzna.
Obok wsi znajduje się węzeł drogi magistralnej M6 z główną drogą wyjazdową z Lidy w kierunku zachodnim.

## Historia
W dwudziestoleciu międzywojennym leżały w Polsce, w województwie nowogródzkim, w powiecie lidzkim, w gminie Tarnowo/Białohruda. W 1921 miejscowość liczyła 189 mieszkańców, zamieszkałych w 38 budynkach, wyłącznie Polaków wyznania rzymskokatolickiego.
Po II wojnie światowej w granicach Związku Sowieckiego. Od 1991 w niepodległej Białorusi.